# Eriborus pilosellus
Eriborus pilosellus là một loài tò vò trong họ Ichneumonidae.